# Градижская поселковая община
Градижская поселковая община (укр. Градизька селищна громада) — территориальная община в Кременчугском районе Полтавской области Украины. Административный центр — посёлок Градижск.
Создана в 12 июня 2020 году путем объединения территорий и населенных пунктов Градижского поселкового и Броварковского, Бугаевского, Горбовского, Гриньковского, Погребовского, Пронозовского, Святиловского сельских советов Глобинского района Полтавской области.

### Старостинские округа
В  общине образовано 7 старостинских округов .
В Градижский поселковый совет входят: поселок Градижск и села Анновка, Котляревское, Лозки и Средиполье.
| Старостинский округ | Населённые пункты                                       |
| ------------------- | ------------------------------------------------------- |
| Броварковский       | Броварки, Вишенки, Кирияковка, Пелеховщина, Петрашовка  |
| Бугаевский          | Бугаевка                                                |
| Горбовский          | Горбы, Белоусовка, Сидоры                               |
| Гриньковский        | Гриньки, Тимошовка                                      |
| Погребовский        | Погребы, Каневщина                                      |
| Пронозовский        | Пронозовка, Васьковка, Кагамлык, Мозолиевка, Шушваловка |
| Святиловский        | Святиловка, Кривая Руда, Липовое, Проценки, Струтиновка |